# 李万街道
李万街道，是中华人民共和国河南省焦作市山阳区下辖的一个乡镇级行政单位。

## 行政区划
李万街道下辖以下地区：
秦屯村、耿作村、南张村、宝丰寨村、西大寨村、永治屯村、杨庄村、大北张村、北李万村、小北张村和灵泉陂村。